# 三井甲之
三井 甲之（みつい こうし、1883年〈明治16年〉10月16日 - 1953年〈昭和28年〉4月3日）は、日本の歌人、文学者、右翼思想家。皇道歌人として知られる。原理日本社共同創立者。山梨県中巨摩郡敷島村出身。本名は甲之助。

## 経歴

### 生い立ち
山梨県中巨摩郡松島村（旧同郡敷島村及び敷島町、現・甲斐市大下条）出身。生家は地主の家庭。甲府中学校（現山梨県立甲府第一高等学校）に入学したが校風になじめず、上京して京華中学校に転入。

### 学生時代
1901年（明治34年）、第一高等学校第一部文科入学。文科の同級生に阿部次郎、岩波茂雄など。1902年（明治35年）に死去した正岡子規の短歌革新に共感する。三井の日記や手帳には子規句の書き抜きや、子規の死に際した追悼句が記されている。一高時代には一高俳句会や高浜虚子の句会に参加する。
1904年（明治37年）、東京帝国大学文学部国文学科入学。帝大時代には万葉研究を行うほか根岸短歌会に属し、伊藤左千夫から指導を受ける。同年からは、子規の没後に伊藤や長塚節らによって結成された根岸短歌会の機関誌である「馬酔木」に歌や評論を発表し、編集にも携わる。伊藤や長塚らとは個人的にも親交が深く、山梨の実家に招いては御岳昇仙峡など名所を案内している。この頃、東京帝国大学文学部選科に在学していた近角常音と交遊し、常音の兄である真宗大谷派僧侶の近角常観とも知遇を得る。
1907年（明治40年）、東京帝国大学文学部国文学科卒業。

### 戦前・戦中の活動
1908年（明治41年）、伊藤の多忙や資金難で刊行が危ぶまれていた『馬酔木』の後継誌として『アカネ』を創刊する。誌名は伊藤による。『アカネ』は根岸派の歌人と帝大出身の文人らが集まり、伊藤らの歌壇のほか小説や西洋文学、戯曲や批評なども扱う文芸総合誌となる。しかし、三井の西洋文学傾斜や学究的姿勢、伊藤の文学的姿勢への非難や選歌の不満などで、伊藤や長塚をはじめ参加者の多くが離反したため、三井は独力で刊行を続けた。
1909年（明治42年）には、蕨真一郎の創刊した歌誌「阿羅々木（アララギ）」との合流が計画されるが、伊藤や斎藤茂吉らの反対を受け、三井はアカネを休刊させる。また三井は評論家としても活躍し、総合雑誌『日本及日本人』において短歌選者となり、陸羯南『日本』と三宅雪嶺『日本人』が合流した雑誌『日本及日本人』でも精力的に執筆した。評論やゲーテ『ファウスト』の翻訳などを発表した。1910年（明治43年）には結婚し、翌年には上京して作家活動と並んで母校である京華中学の教師となる。
1911年（明治44年）には『アカネ』を新聞として復刊し、翌年5月には誌名を『人生と表現』に改め、1925年（大正14年）まで刊行を続けた。1915年（大正4年）には山梨へ帰郷し、『人生と表現』の編集と『日本及日本人』での評論活動に専念するほか、数多くの著作を刊行している。この頃には親鸞やドイツ人心理学者のヴィルヘルム・ヴントなどを研究していた。

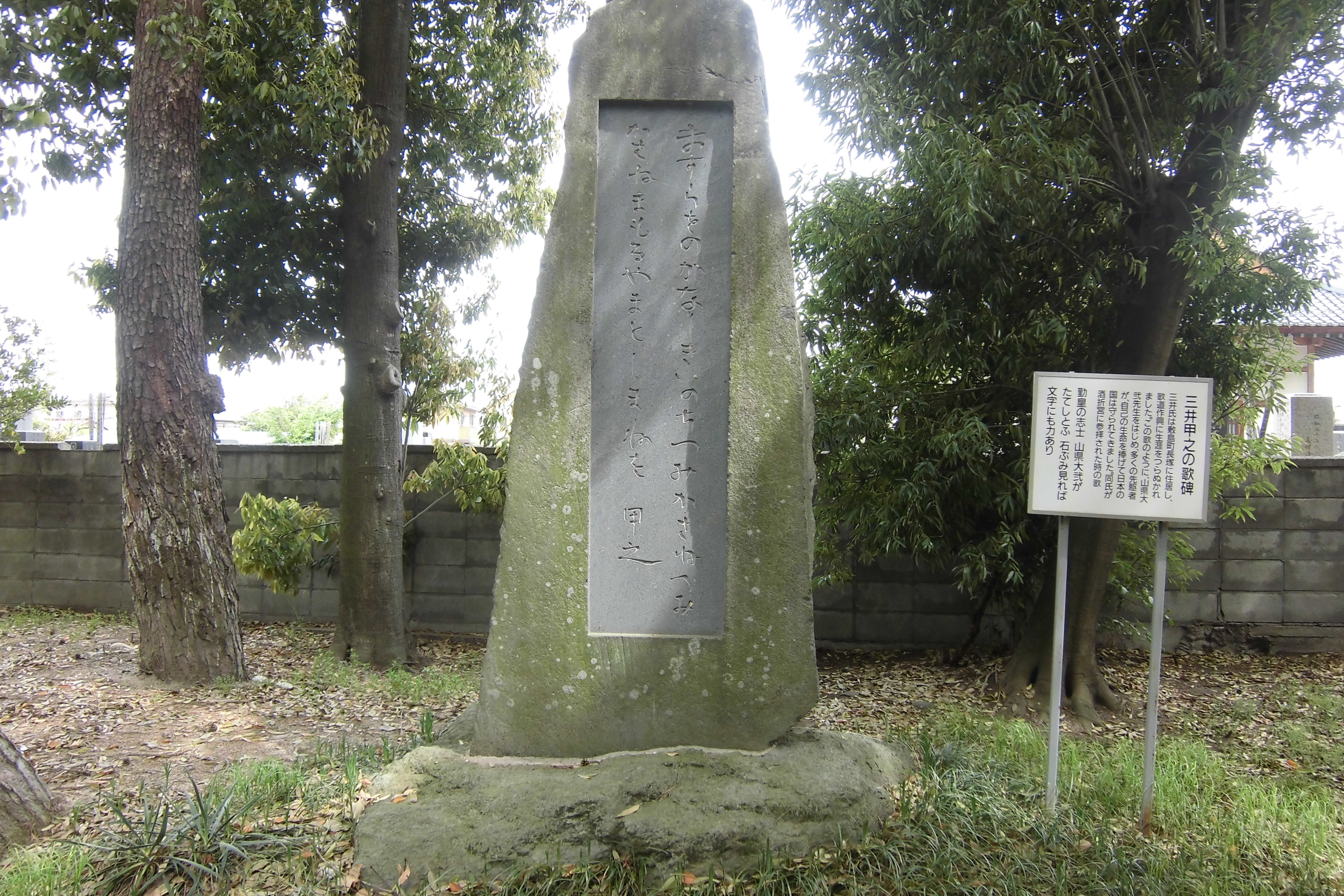
甲斐市竜王・山県神社の三井甲之歌碑

小作争議に巻き込まれるなどして、マルクス主義を今日の自力聖道門と位置づけて大正中期頃から批判を行う。マルクス主義に対して「内的平等感」を重視したことから後のポストモダンに近い思想と評される。この時期の仏教国家主義者に典型的な社会運動に興味を示さず、ドイツ語や英語を読んだことから意外にも西洋通でむしろアジアに関心が薄く、親鸞を西洋的に解釈するなど、独特の思想を持っていた。
1925年（大正14年）には、三井に影響を受けた右翼思想家の蓑田胸喜、英学者の松田福松らと右翼団体・原理日本社を結成し、機関誌『原理日本』を刊行。帝国大学に見られた自由主義的風潮やマルクス・レーニン主義を激しく批判した。また、甲斐国出身の尊皇思想家である山県大弐の顕彰活動にも携わった。1928年（昭和3年）にはしきしまのみち会を設立し、明治天皇御製拝唱運動を起こした。

代表歌としては、
ますらをの かなしきいのち つみかさね つみかさねまもる やまとしまねを
が著名である（没後、甲斐市竜王の山県神社にこの歌の碑が建立されている）。

### 戦後の活動
終戦直前に弟子で盟友の蓑田胸喜が病のため隠棲し、終戦直後に自殺。
終戦後、占領軍により原理日本社の解散と共に三井は公職追放され、農地改革により土地のほとんどを失った上に脳梗塞により半身不随に陥る。さらに戦地から引き上げて来た次男を失う。その後は戦前同様に昭和天皇の御製を称揚する一方、民主主義や普遍的価値観を称揚する姿勢に転向した。ただし、昆野伸幸によれば、三井の思想は戦前・戦後を通して一貫しているという。
1953年（昭和28年）4月3日逝去。没後には歌集や書簡集、選集や全集などが刊行された。また、彼の文学史料は山梨県立文学館に所蔵されている。

## 手のひら療治
江口鎮白が創唱実行した「手のひら療治」は、三井が理論的体系を与え、浅川源澄が体操形式を発案して、発展したと言われている。三井の著書には『手のひら療治』（アルス出版／ヴォルテックス/レイキ・ヒーリング・システムで復刻）がある。

## 主な著作

### 単著
- 『消なば消ぬがに』（1907年） - 歌集
- 『ヴント氏民族心理学研究』（1929年）
- 『祖国礼拝』（1927年）
- 『明治天皇御集研究』（1928年）
- 『ヴント氏民族心理学研究、附古事記論』（1929年）
- 『しきしまのみち原論』（1934年）
- 『文学概論』（1940年）
- 『日本の歓喜』（1941年）
- 『和歌維新』（1942年）
- 『親鸞研究』（1943年）
- 『三條実美論』（1944年）

### 共著
- 井上哲次郎・清原貞雄・武田祐吉・植木直一郎・大倉邦彦・松永材・宇野圓空・河野省三・村瀬武比古・栗田元次・藤澤親雄・中河與一・杉森孝次郎・亘理章三郎・藤原銀次郎・蓑田胸喜・浦本浙潮・鼓常良・津久井龍雄・加藤一夫・三井甲之・赤松克麿・大串兎代夫・岡本かの子『新修日本精神讀本』（昭和13年、朝日新聞社）

### 翻訳
- ゲーテ『ファウスト』（1930年）